# Aki Heikkinen
Aki Heikkinen (né le 24 février 1980 à Vieremä) est un athlète finlandais spécialiste du décathlon.
Son record personnel est de 8 188 points, établi en août 2000 à Lahti en Finlande.

## Palmarès
| Année | Compétition                  | Lieu             | Résultat |
| ----- | ---------------------------- | ---------------- | -------- |
| 1998  | Championnats du monde junior | Annecy, France   | 1er      |
| 1999  | Championnats d'Europe junior | Riga, Lettonie   | 1er      |
| 1999  | Championnats du monde        | Séville, Espagne | 15e      |